# Ministero della protezione dell'ambiente e dello sviluppo regionale
Il Ministero della protezione dell'ambiente e dello sviluppo regionale (in lettone Vides aizsardzības un reģionālās attīstības ministrija) è un dicastero del governo lettone. È responsabile dell'attuazione della politica in tre aree: protezione dell'ambiente, sviluppo regionale e tecnologie dell'informazione e della comunicazione.
Dal 14 dicembre 2022 il ministro è Māris Sprindžuk.
La carica è stata creata nel 1993 e abolita nel 2003, quando è stata suddivisa in due nuove cariche ministeriali: il ministro dell'Ambiente e il ministro dello sviluppo regionale e degli affari municipali. Il ministero e quindi la posizione è stato poi ripristinato nel 2011.